# Melon de Cavaillon au Beaumes-de-Venise
Le melon de Cavaillon au Beaumes-de-Venise est le mariage gastronomique de deux produits phares du Comtat Venaissin. Ils sont apparus tous deux au XIVe siècle, dans le sillage de la Cour des papes d'Avignon. En saison estivale, tant en entrée qu'en dessert, l'alliance entre les arômes du muscat de Beaumes-de-Venise et les saveurs sucrées du melon de Cavaillon, s'est imposée.

## Historique
Les premières mentions de vin muscat sont celles notées sur les registres Introitus et exitus pour le couronnement de Clément VI. Le nouveau pontife fit venir pour ces festivités quinze tonneaux de vin muscat du Languedoc (Lunel, Mauguio) et de Provence (Toulon). En outre, il appréciait ceux de La Ciotat et des Quatre-Tours, près de Manosque. Lui et ses successeurs se réservèrent les meilleurs muscadières du Comtat. D'où le constat : « Le cépage muscat existe à Beaumes-de-Venise depuis le XIVe siècle. Ses vins étaient peu connus parce qu'il en existait peu en dehors des caves de la Cour pontificale. »
Au cours de la papauté d'Avignon, l'une des plus célèbres muscadières intra-muros fut la Vinea Vespalis (vigne épiscopale) qui se situait sur le Plan-de-Lunel,. D'autres vignes à muscat existaient, à l'est, dans le quartier des « Grands Jardins », entre les deux enceintes des remparts médiévaux et au sud dans le quartier de Champfleury où elles avaient été plantées par Jean Pellegrin, jardinier pontifical, sur ordre du cardinal Anglic de Grimoard. Même le terroir viticole de Châteauneuf-du-Pape reçut des muscadières. 

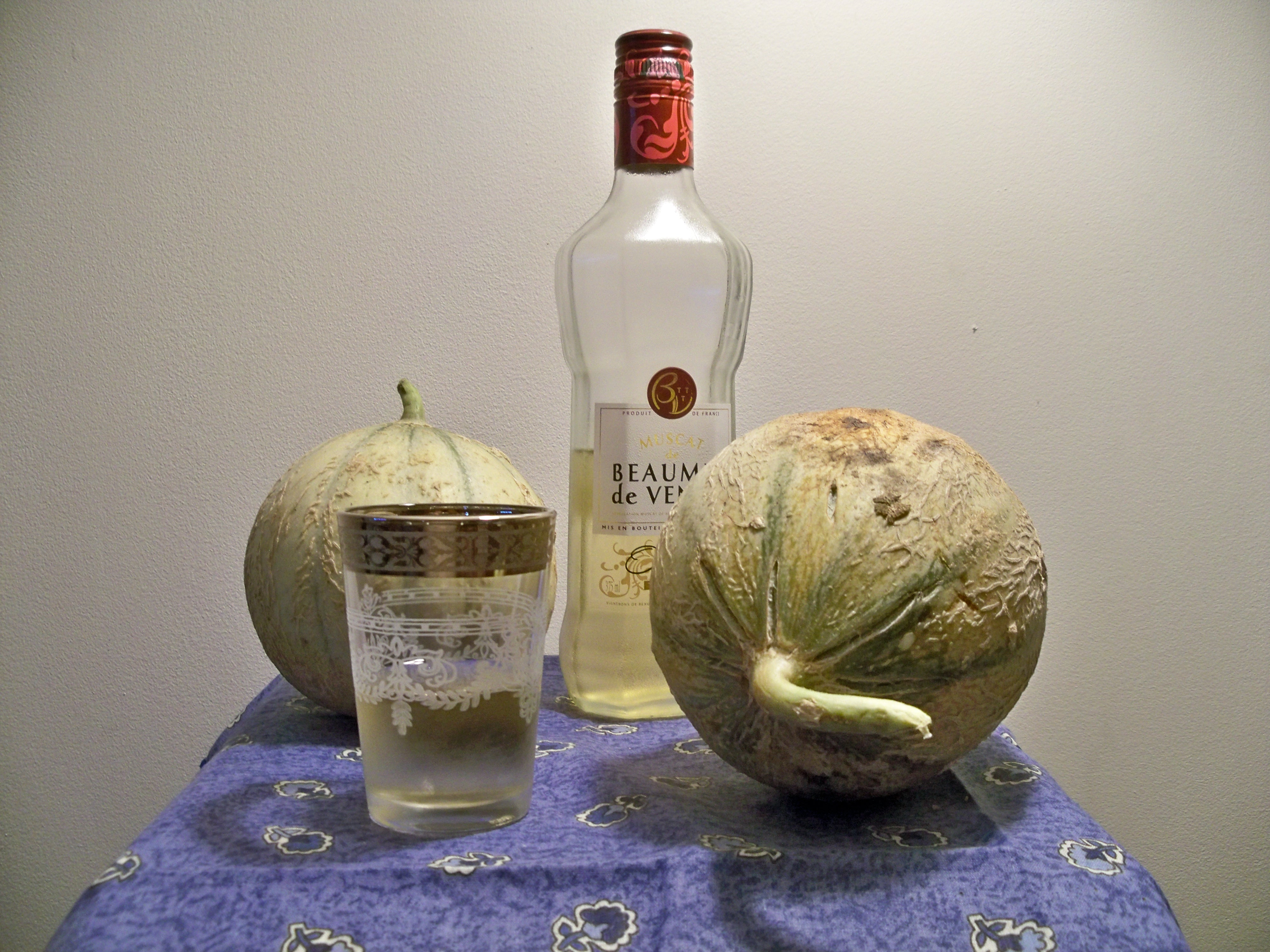
Melon de Cavaillon et Muscat de Beaumes-de-Venise

La culture du melon en France doit aussi tout aux pontifes avignonnais : « Au Moyen Age les papes quittèrent durant deux tiers de siècle (1309-1370) Rome pour Avignon et ils amenèrent avec eux ce fruit favori de leurs tables vaticanes. Et notamment ceux des jardins de Cantalupi, d’où est issue l'appellation cantaloup ».
Dans les vergers pontificaux à Avignon, Sorgues et Villeneuve-lès-Avignon étaient cultivées de nouvelles espèces végétales telles que le melon ou l'oranger. Le melon trouva vite ses terres de prédilection à Cavaillon, alors possession pontificale. Ils étaient aussi cultivés autour d'Avignon et de Narbonne, puis à la Renaissance, ils furent implantés en Anjou et en Touraine.
Tandis qu'une indigestion de melon avait emporté deux papes, Paul II en 1471 et Clément VII en 1534, Pierre de Ronsard (1524-1585) célébrait le pompon (du lat. pepone) : « C'est en été ce que j’aime/Quand sur le bord d’un ruisseau/Je les mange au bruit de l'eau ». Quant au poète libertin Marc-Antoine Girard de Saint-Amant (1594-1661), il estimait que « les baisers d’une maîtresse/Quand elle-même nous caresse/ne sont qu’amertume et que fange/Auprès de ce melon divin ».
Honoré Bouche, dans sa Chorographie de la Provence, parue en 1654, indique que ces vins d'Avignon et du Comtat Venaissin approvisionnaient toujours les caves du Vatican : « Il y en a de blancs, de rouges, de paillets, de clairets, de muscat, de malvoisie, et tous extrêmement bons, forts et généreux. Et j'ai vu à Rome qu'on conservait quelques pièces de vin provençal comme le meilleur pour la table du Saint-Père ». 
Dans une de ses lettres, Anne-Marguerite Petit Dunoyer confirme que ces vins étaient toujours fort appréciés dans la cité des papes : « Jugez, Madame, si dans un pays que l'on pourrait appeler l'île de Cythère, où les ris et les jeux que la misère du temps a chassé de la France, se sont réfugiés où l'on fait bonne chère, où l'on boit des vins que l'on peut appeler des vins des dieux, puisque c'est le même qu'on envoie à Rome pour la bouche du Saint-Père, jugez, dis-je, si dans un pays si délicieux, je puis beaucoup m'ennuyer ».  
La célébrité du melon de Cavaillon date du XIXe siècle et de la possibilité de le faire parvenir rapidement à Paris par chemin de fer. Alexandre Dumas les appréciait particulièrement. Il fit d'ailleurs don en 1864 à la bibliothèque de la ville de Cavaillon de la totalité de son œuvre publiée, en échange d'une rente viagère de douze melons par an. Le Conseil Municipal prit un arrêté en ce sens et la rente fut servie au romancier jusqu'à sa mort en 1870.

## Préparation et présentation

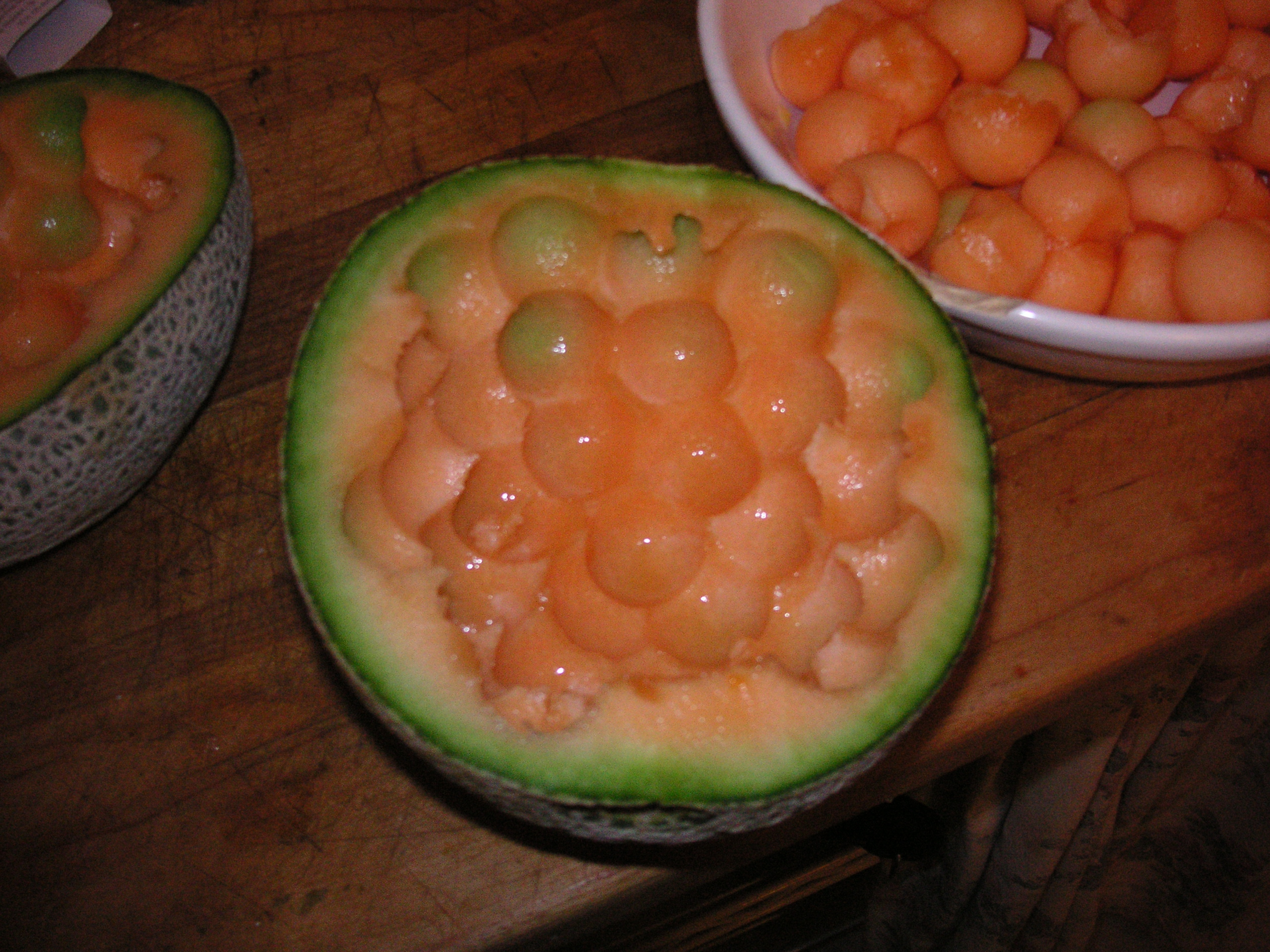
Boules de melon au muscat

Il suffit que le melon soit coupé en deux et épépiné afin de remplir chaque cavité de muscat. Celui-ci doit imprégner, au frais et pendant une demi-journée la chair du melon. Soit le melon est ensuite présenté tel quel, soit il est creusé en petites boules placées dans une coupe, soit il est découpé en fines tranches et disposé en rosace sur une assiette. 
Plus recherchée est la dernière préparation. Le muscat  est placé au congélateur pour qu'il soit glacé. Il en fait de même avec un sirop au ciron et aux framboises. Cette préparation est ensuite répartie sur le melon coupée en fines lamelles, arrosé de Beaumes, avec en accompagnement le granité de muscat servi en coupe. 
Ce qui provoque l'enthousiasme de Mireille Guiliano : For melon, Muscat is great, especially Muscat Beaumes-de-Venise.